# Arthur Handtmann

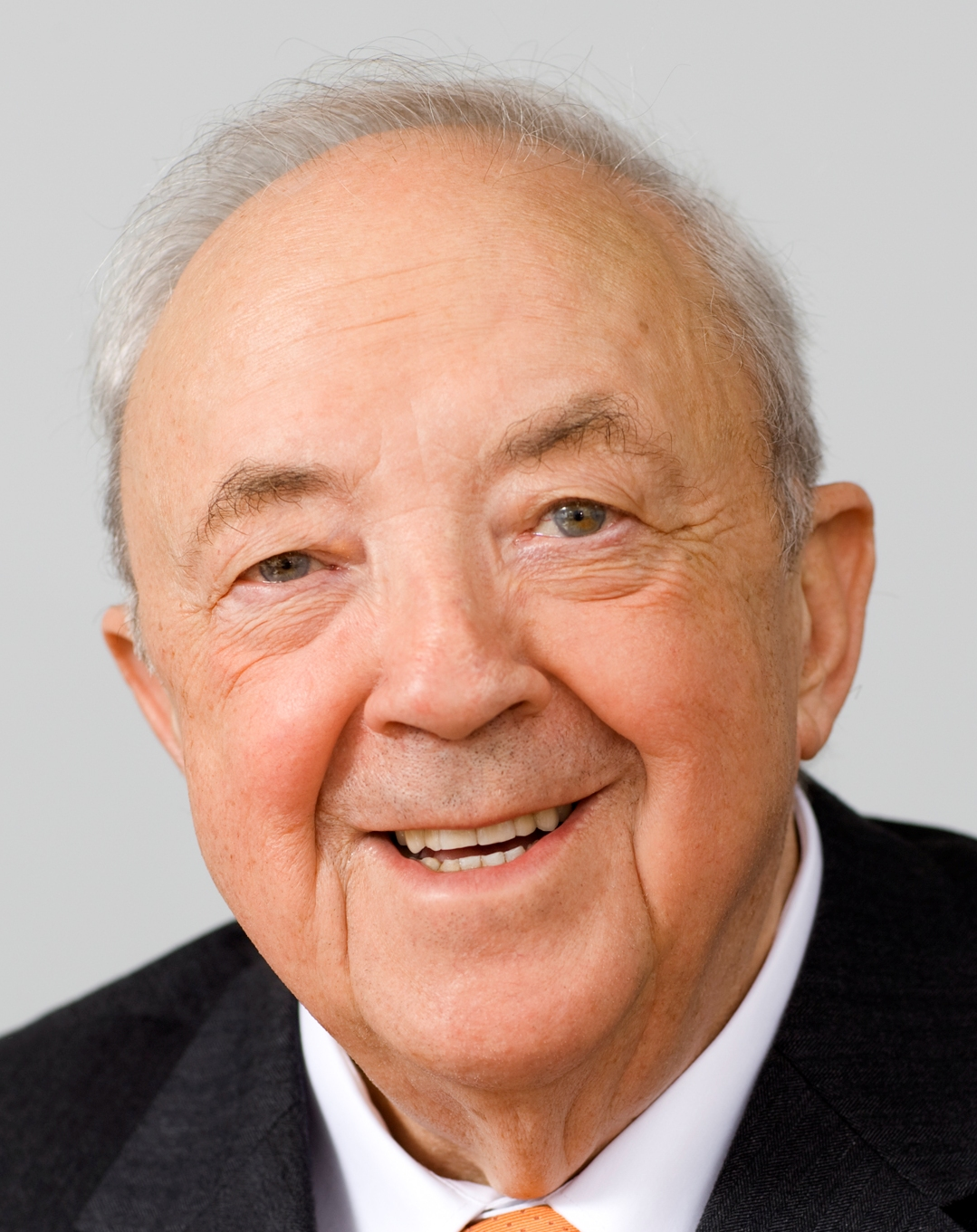
Arthur Handtmann, 2013

Albert Arthur Georg Handtmann (* 27. Februar 1927 in Biberach; † 14. April 2018 ebenda) war ein deutscher Ingenieur, Erfinder und Gründer der Handtmann-Unternehmensgruppe.

## Leben
Arthur Handtmann wurde als jüngstes Kind von Kathleen (geb. Wallace) und Karl Handtmann (Kaufmann) am 27. Februar 1927 in Biberach geboren. Ab 1937 ging er in Biberach auf das Gymnasium. Im Juni 1943 wurde er als 16-Jähriger zur Wehrmacht eingezogen. 1945 kehrte er aus der Kriegsgefangenschaft nach Biberach zurück und übernahm 1947 die Leitung des väterlichen Betriebs, einer Schwermetallgießerei und Armaturenfabrik mit 20 Mitarbeitern. 1948 begann er das Studium zum Maschinenbauingenieur. Dieses musste er noch im Jahr 1948 aufgrund der Währungsreform für zwei Monate unterbrechen. Bereits 1950 schloss er sein Studium erfolgreich ab und wurde alleiniger Geschäftsführer. Bereits 1950 begann er mit der Umstellung des Betriebs von einer Schwermetallgießerei auf eine Aluminiumleichtmetallgießerei. 1951 starb seine Mutter Kathleen.
1952 heiratete er Ilse Anne Marie Müller. 1953 starb sein Vater Karl Handtmann und sein Sohn Thomas wurde geboren. Ebenfalls im Jahr 1953 begann er mit dem Ingenieur Hans Müller und drei weiteren Mitarbeitern mit der Herstellung von Fleischereimaschinen. 1956 wurde seine Tochter Ursula geboren. Im Bereich Armaturenbau stellte er 1958 von Messing auf rostfreien Stahl um. 1959 wurde seine Tochter Elisabeth geboren.
1968 gründete er die Kunststoffgießerei Elteka. Die Maschinenfabrik und die Armaturenfabrik wurden in Biberach von der Freiburger Straße in die Birkenallee (seit 2002 Arthur-Handtmann-Straße) verlegt. Mit der Verlegung seiner Gießerei aus der Fabrikstraße in die Birkenallee begann er 1973. Die Verwaltung der Gießerei wurde dann 1977 in die Birkenallee verlegt. 1978 wurde ihm für besondere Verdienste im wirtschaftlichen und sozialen Bereich das Verdienstkreuz am Bande des Verdienstordens der Bundesrepublik Deutschland verliehen. 1980 vergrößerte er den Bereich der Druckgießerei und holte 1982 seinen Sohn Thomas Handtmann (vierte Generation) in die Unternehmensgruppe. Am Standort Birkenallee baute er ab 1983 den neuen Bereich der Sandgießerei auf. 1989 wurde die A-Punkt Automation gegründet. 1992 übernahm er im Osten Deutschlands in Annaberg-Buchholz eine Gießerei.
1993 erweiterte er durch Neubauten die Bereiche Maschinenfabrik und A-Punkt Automation. Für den Bereich der Gießerei erstellte er ebenfalls 1993 eine neue Hauptverwaltung in der Birkenallee. 1996 expandierte er mit dem Bereich Elteka durch den Aufbau eines neuen Verwaltungs- und Produktionsgebäudes. 1998 übergab Arthur Handtmann anlässlich des 125-jährigen Firmenjubiläums die operative Geschäftsführung an seinen Sohn Thomas Handtmann. Seit 1998 leitet Arthur Handtmann den Beirat der Handtmann Unternehmensgruppe. 2000 verlegte er die Maschinenfabrik in Biberachs neues Industriegebiet Aspach. Damit ermöglichte er in der Birkenallee mehr Raum für die Expansion der Gesellschaften. 2002 benannte die Stadt Biberach ihm zu Ehren die Birkenallee in Arthur-Handtmann-Straße um. Seit 2007 war Arthur Handtmann Ehrenbürger der Stadt Biberach.
2015 wurde ihm für herausragende Verdienste im unternehmerischen Bereich und für das Allgemeinwohl der Verdienstorden der Bundesrepublik Deutschland 1. Klasse verliehen.

## Auszeichnungen
- Das Verdienstkreuz am Bande des Verdienstordens der Bundesrepublik Deutschland für besondere Verdienste im wirtschaftlichen und sozialen Bereich (verliehen am 13. Oktober 1978 auf Vorschlag des damaligen Ministerpräsidenten des Landes Baden-Württemberg).[3]
- Die Bürgerurkunde der Stadt Biberach für besondere Leistungen um die Wirtschaft (verliehen im Oktober 1987).
- Die Bürgermedaille der Stadt Biberach an der Riss (verliehen im September 1998).
- Das Ehrenbürgerrecht der Stadt Biberach an der Riss (verliehen im Februar 2007).[4]
- Die Goldene Ehrenmedaille der IHK Ulm als erster Unternehmer (verliehen im Oktober 2007).[5]
- Den Gründerpreis Baden-Württemberg für besondere unternehmerische Leistungen durch den Sparkassenverband (verliehen 2008).[6]
- Umbenennung der ehemaligen Birkenallee in Biberach an der Riss in die Arthur Handtmann Straße (August 2002).
- Verdienstorden der Bundesrepublik Deutschland – 1. Klasse (verliehen am 20. März 2015)
- Ehrenbürgerrecht der Stadt Annaberg-Buchholz (verliehen am 3. Juni 2017)[7]

## Ehrenamtliche Tätigkeiten
- Mitglied Gemeinderat Biberach (1968–1974)
- Mitglied Arbeitskreis Schule/Wirtschaft im Landkreis Biberach (Gründer, Vorsitzender 1974–2004) (bis heute)
- Mitglied Biberacher Unternehmer (Gründer, Anfang 70er) (bis 2000)
- Mitglied IHK-Vollversammlung Ravensburg (1963–1973)
- Mitglied IHK-Vollversammlung Ulm (1973–1988)
- Aufsichtsratsmitglied Volksbank Biberach (1972–1996)
- Mitglied VDMA-CHEF-ERFA-Gruppe 5 (1985–1998)
- Mitglied Rotary-Club Biberach (Gründungsmitglied 1966, Präsident 1976/77) (1966 bis heute)